# Daniel McCann
Daniel "Danny" McCann, född 30 november 1957, död 6 mars 1988, var medlem i terroristorganisationen Provisoriska IRA och blev dödad den 6 mars 1988 av Brittiska SAS tillsammans med Mairéad Farrell och Seán Savage på Gibraltar under Operation Flavius.